# 1746 în literatură
Anul 1746 în literatură a implicat o serie de evenimente și cărți noi semnificative.  

## Cărți noi
- John Arbuthnot - Miscellanies (postum)
- John Collier ca "Tim Bobbin" - A View of the Lancashire Dialect
- William Collins - Odes
- Thomas Cooke - A Hymn to Liberty
- Zachary Grey - A Word or Two of Advice to William Warburton
- James Hervey - Meditations Among the Tombs
- Soame Jenyns - The Modern Fine Gentleman
- Pierre Louis Maupertuis - Astronomie nautique, volumul 2
- Tobias Smollett - Advice
- Lauritz de Thurah - Den Danske Vitruvius, volumul I
- John Upton - Critical Observations on Shakespeare
- Horace Walpole - The Beauties
- Joseph Warton - Odes on Various Subjects
- John Wesley
  - The Principles of a Methodist Father Explain'd
  - Sermons on Several Occasions